# Andriej Tarasienko
Andriej Władimirowicz Tarasienko, ros. Андрей Владимирович Тарасенко (ur. 11 września 1968 w Nowosybirsku, zm. 11 lipca 2024) – rosyjski hokeista, reprezentant Rosji, olimpijczyk. Trener hokejowy.
Jego syn Władimir (ur. 1991) także jest hokeistą.

## Kariera klubowa
- Sibir Nowosybirsk (1984-1990)
- Łokomotiw Jarosław (1990-1996)
- Łada Togliatti (1996-2001)
- Sibir Nowosybirsk (2001-2003)
- Torpedo Niżny Nowogród (2003)
- Kazakmys Karaganda (2003-2006)

Wychowanek Sibiru Nowosybirsk. W karierze grał w superlidze rosyjskiej oraz lidze kazachskiej.
Uczestniczył w turniejach zimowych igrzyskach olimpijskich 1994 i mistrzostw świata w 1995.

## Kariera trenerska
- Sibir Nowosybirsk (2008–2024)

Po zakończeniu kariery został trenerem. Od 2008 był szkoleniowcem w macierzystym klubie Sibir, wpierw jako główny trener do 2008 do grudnia 2011. Następnie został asystentem. Podczas zmian w sztabie w 2019 zachował stanowisko. Do końca życia pracował w klubie na stanowisku trenerskim.

## Sukcesy
Klubowe
- Złoty medal wyższej ligi: 1988, 2002 z Sibirem Nowosybirsk
- Srebrny medal mistrzostw Rosji: 1997 z Ładą Togliatti
- Brązowy medal mistrzostw Kazachstanu: 2004 z Kazakmysem Karaganda
- Puchar Kazachstanu: 2005 z Kazakmysem Karaganda
- Srebrny medal mistrzostw Kazachstanu: 2005 z Kazakmysem Karaganda
- Złoty medal mistrzostw Kazachstanu: 2006 z Kazakmysem Karaganda

Indywidualne
- Liga rosyjska 1997/1998:
  - Nagroda Najlepsza Trójka dla tercetu najskuteczniejszych strzelców ligi (oraz Wiaczesław Bezukładinkow i Jurij Złow) - łącznie 55 goli
  - Złoty Kij - Najbardziej Wartościowy Gracz (MVP) rundy zasadniczej
  - Złoty Kask (przyznawany sześciu zawodnikom wybranym do składu gwiazd sezonu)
- Liga kazachska 1997/1998:
  - Pierwsze miejsce w klasyfikacji asystentów: 25 asyst